# تنبل‌ها (فیلم)
تنبل‌ها (انگلیسی: Slackers) یک فیلم سینمایی آمریکایی کانادایی در ژانر کمدی رمانتیک است که در سال ۲۰۰۲ منتشر شد.

## خلاصه داستان
زمانی که نخبه‌ترین فرد دانشگاه متوجه می‌شود سه تا از دانشجوهای خرابکار قصد ورود به سیستم مدرسه و تغییر در نمرات را دارند، دست آنها را رو می‌کند تا دخترهای محبوب دانشگاه به سمت او بیایند…

## بازیگران
- جیسون شوارتزمن
- دوون ساوا
- جیسون سیگل
- جیمی کینگ
- لورا پرپون
- کامرون دیاز
- جینا گرشان
- لی تیلور-یانگ
- میمی وان دورن
- وسلی مان